# Clostera
Clostera är ett släkte av fjärilar som beskrevs av George Samouelle 1819. Clostera ingår i familjen tandspinnare.

## Dottertaxa tillClostera, i alfabetisk ordning[1][2]
- Clostera akulini
- Clostera alba
- Clostera albidior
- Clostera albosigma
- Clostera alethe
- Clostera alticaudaalba
- Clostera alticaudagrisea
- Clostera americana
- Clostera anachoreta, Svartfläckig högstjärt
- Clostera anastomosa
- Clostera anastomosis, Brungrå högstjärt
- Clostera angularis
- Clostera apicalis
- Clostera apicifasciata
- Clostera astoriae
- Clostera atrifrons
- Clostera bella
- Clostera bifira
- Clostera bramah
- Clostera brucei
- Clostera brunneoapicata
- Clostera brunnescens
- Clostera canescens
- Clostera capucina
- Clostera costicomma
- Clostera cupreata
- Clostera curtula, Rödgrå högstjärt
- Clostera curtuloides
- Clostera deldeni
- Clostera distinguenda
- Clostera dorsalis
- Clostera erema
- Clostera eremita
- Clostera ferruginea
- Clostera ferruginosa
- Clostera flavidior
- Clostera formosa
- Clostera fulgurita
- Clostera geminata
- Clostera hildora
- Clostera incarcerata
- Clostera inclusa
- Clostera indentata
- Clostera indica
- Clostera inornata
- Clostera inversa
- Clostera javana
- Clostera jocosa
- Clostera kononis
- Clostera korecurtula
- Clostera larga
- Clostera leloupi
- Clostera lentisignata
- Clostera lucida
- Clostera luculenta
- Clostera lundqvisti
- Clostera mahatma
- Clostera moderata
- Clostera modesta
- Clostera multnoma
- Clostera nubila
- Clostera obscura
- Clostera obscurior
- Clostera obsoleta
- Clostera ochracearia
- Clostera orientalis
- Clostera ornata
- Clostera palla
- Clostera pallida
- Clostera paraphora
- Clostera pigra, Pärlgrå högstjärt
- Clostera pigranocheta
- Clostera powelli
- Clostera purpurea
- Clostera reclusa
- Clostera reducta
- Clostera restitura
- Clostera roseitincta
- Clostera rubida
- Clostera rufescens
- Clostera semilunata
- Clostera solitaria
- Clostera specifica
- Clostera staudingeri
- Clostera strigosa
- Clostera suffusa
- Clostera superior
- Clostera tapa
- Clostera testaceomaculata
- Clostera transecta
- Clostera tristina
- Clostera tristis Synonym till Clostera anastomosis
- Clostera unicolor
- Clostera variegata
- Clostera vau
- Clostera webbiana
- Clostera violacearia
- Clostera voeltzkowi

## Bildgalleri

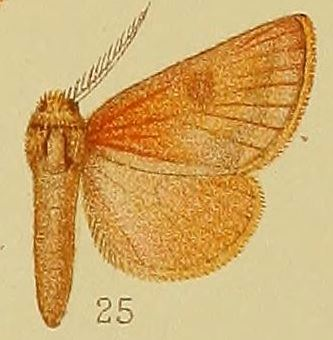